# Зигерист, Иоахим
Иоахим Зигерист (нем. Joachim Siegerist, латыш. Joahims Zīgerists, настоящее имя Вернер Иоахим Бирбрауэр, нем. Werner-Joachim Bierbrauer; 29 января 1947, Нойкирхен — 28 января 2023, Гамбург) — немецкий журналист и латвийский политик.

## Биография

### Ранняя жизнь
Сын латышского агронома Людвига Яниса Шмитса, призванного во время Второй мировой войны в Латышский легион и оказавшегося в итоге в Германии, и его второй жены, немки. Начал рабочий путь наборщиком в бременской газете Weser-Kurier, затем подвизался как журналист также в бременской Norddeutsche Volkszeitung, а в 1971—1973 гг. работал в бременской редакции общенациональной газеты Bild. Затем работал как политтехнолог и пиарщик в бременском отделении Христианско-демократического союза; в 1975 году стал одной из центральных фигур регионального политического скандала после того, как записал на магнитофон конфиденциальный телефонный разговор с начальником полиции Бремена Эрихом фон Бок-унд-Полахом и передал его для публичного разглашения во фракцию ХДС в Бременском парламенте. После этого работал в популярном еженедельном журнале для телезрителей Hörzu.

### Политическая карьера в Германии
В 1980 г. Зигерист стал одним из соучредителей общественной организации, агитировавшей за кандидатуру Франца Йозефа Штрауса на пост канцлера Германии. После поражения Штрауса Зигерист, шахматист Людек Пахман и журналист Герхард Лёвенталь основали в 1981 г. общественную организацию «Консервативное действие», выступавшую с националистических и антикоммунистических позиций: организация проводила демонстрации с элементами провокаций на границе ФРГ и ГДР, рассылала живущим в Германии туркам письма с предложением вернуться в Турцию и т. д. К 1986 году отношения между председателем «Консервативного действия» Пахманом и его заместителем Зигеристом испортились, Пахман обвинил Зигериста в финансовых махинациях и исключил его из организации, которая после этого распалась. Зигерист же в том же году основал собственную общественную организацию «Немецкие консерваторы», которую возглавлял до конца жизни. «Немецкие консерваторы» агитировали за освобождение из тюрьмы Рудольфа Гесса и вели кампанию против канцлера Германии Вилли Брандта, лично Зигерист опубликовал направленную против него книгу «Вилли Брандт. Конец легенды» (нем. Willy Brandt: Das Ende einer Legende; 1987) и в конце концов за оскорбление Брандта был приговорён к денежному штрафу. К этому же времени относится другая книга Зигериста, «Чаушеску, красный вампир» (нем. Ceausescu, der rote Vampir; 1990). На выборах 1990 года неудачно баллотировался в Бундестаг в Лейпциге, заняв 7-е место и набрав 1,43 % голосов.

### Политическая карьера в Латвии
После восстановления независимости Латвии Зигерист вернул себе в собственность отцовский дом в Яунсвирлаукской волости, а вместе с ним и гражданство Латвии. Он открыл в Риге столовую для бедных, затем хозяйственный магазин, а затем занялся политикой, публикуя в газетах агрессивные лозунги с обличениями врагов народа и государства. На первых постсоветских парламентских выборах 1993 года был избран депутатом Сейма Латвии от партии Движение за национальную независимость Латвии (ДННЛ), быстро завоевав репутацию «самого яркого политика Латвии» (англ. the most colourful politician in Latvia). Ещё в ходе избирательной кампании он прославился тем, что раздавал бананы избирателям, согласившимся поехать из Риги в Елгаву, чтобы проголосовать за него. Однако практически работать в парламенте Латвии Зигерист не мог, поскольку не знал латышского языка (даже на предвыборных встречах он выступал по-немецки с переводчиком). Поэтому уже в январе 1994 года Зигерист вышел из ДННЛ, а 23 августа 1995 года был исключён из числа депутатов Сейма ввиду постоянной неявки на заседания. Однако на состоявшихся уже через месяц выборах 1995 года основанная Зигеристом партия Народное движение за Латвию получила 14,9 % голосов и заняла второе место, хотя сам Зигерист и не баллотировался. В ходе избирательной кампании Зигерист раздавал пенсионерам бесплатные лекарства и обувь, продавал сахар по сниженным ценам, обеспечивал рижскую синагогу мукой для изготовления мацы, выпустил агитационную листовку со своим портретом на одной стороне и с портретом Сталина на другой. При этом если на выборах 1993 года Зигерист акцентировал свою антикоммунистическую и антироссийскую позицию, то на выборах 1995 года, напротив, подчёркивал необходимость установления наилучших отношений с Москвой и хвастался добрыми отношениями с Григорием Явлинским. По мнению Виталия Портникова, место Зигериста в латвийской политике можно сопоставить с фигурой Владимира Жириновского в политике российской.
После выборов 1995 года партия Зигериста попыталась вступить в коалицию с выигравшей выборы Демократической партией «Саймниекс», лидер которой Зиедонис Чеверс, претендовавший на пост премьер-министра, объявил о своём намерении отдать Зигеристу портфель министра экономики. Однако правительству Чеверса не хватило одного голоса для утверждения Сеймом. В 1996 году один из соратников Зигериста Марис Рукс выпустил книгу о своём опыте работы с ним, «Десять месяцев с Иоахимом Зигеристом» (латыш. 10 mēneši ar Joahimu Zīgeristu), содержавшую немало разоблачительных подробностей. Фракцию Народного движения за Латвию за время работы парламента покинуло более половины депутатов, а на выборах 1998 года партия Зигериста получила 1,7 % голосов и в парламент не попала, несмотря на то, что Зигерист в качестве предвыборного обещания выступил с инициативой разыскать в Туркменистане прах последнего довоенного президента Латвии Карлиса Ульманиса. После провала на выборах политик покинул Латвию. Завершив латвийскую политическую карьеру, Зигерист сохранил связи со страной. В 1998 году на его средства недалеко от Стальгене была возведена Янтарная часовня (латыш. Dzintara kapela), названная так из-за алтарного креста, составленного из 3001 кусочка янтаря, — этот дар Зигериста, как и другая его благотворительная работа в Елгавском крае, побудили Елгавскую краевую думу наградить его почётным дипломом.

### Поздние годы
В Германии Зигериста ждало решение Гамбургского земельного суда, приговорившего его 21 ноября 1997 года к условному тюремному сроку продолжительностью 21 месяц и штрафу в размере 24 000 немецких марок за разжигание расовой вражды: поводом для приговора послужил ряд пресс-релизов Зигериста относительно цыган. В 2003 году Зигерист неожиданно опубликовал в латвийских медиа серию рекламных объявлений, агитирующих против вступления Латвии в Европейский Союз. В 2007 году в Бремене Зигерист создал общественное движение «Бремен должен жить» (нем. Bremen muß leben) для участия в муниципальных выборах, однако на выборах в Бременский парламент в том же году это движение заняло лишь 7-е место, набрав 1,62 % голосов и не проведя ни одного депутата.
В 2019 году вышла книга мемуаров Зигериста «Политически некорректная жизнь» (нем. Ein politisch unkorrektes Leben).

## Личная жизнь
Иоахим никогда женат не был и детей не имел. 
В последние годы имел большие проблемы со здоровьем. В последний год жизни ему было трудно говорить и двигать руками.
Умер ночью 28 января 2023 года, в Гамбурге. Он был похоронен рядом со своими родственниками.